# Belgia na Letnich Igrzyskach Olimpijskich 2000
Belgię na Letnich Igrzyskach Olimpijskich 2000 reprezentowało 68 zawodników.

## Zdobyte medale
| Medal  | Zawodnik                         | Dyscyplina   | Konkurencja                       |
| ------ | -------------------------------- | ------------ | --------------------------------- |
| Srebro | Filip Meirhaeghe                 | Kolarstwo    | kolarstwo górskie - cross-country |
| Srebro | Etienne de Wilde Matthew Gilmore | Kolarstwo    | Kolarstwo torowe - Madison        |
| Brąz   | Ann Simons                       | Judo         | Waga ekstralekka (48 kg)          |
| Brąz   | Gella Vandecaveye                | Judo         | Waga półśrednia (63 kg)           |
| Brąz   | Els Callens Dominique Van Roost  | Tenis ziemny | gra podwójna kobiet               |